# Alibi pour un meurtre
Pour plus de détails, voir Fiche technique et Distribution.
Alibi pour un meurtre est un film français réalisé par Robert Bibal, sorti en 1961.

## Fiche technique
- Titre : Alibi pour un meurtre
- Réalisation : Robert Bibal
- Scénario : Pierre Monçais et Robert Bettoni
- Dialogues : Robert Bettoni
- Photographie : Pierre Lebon
- Décors : Robert Dumesnil
- Son : Jean Bonnafoux
- Musique : Louis Ferrari
- Montage : Jeannette Berton
- Société de production : Les Films du Clairbois - Les Films du Dragon
- Pays d'origine :  France
- Durée : 83 minutes
- Date de sortie : 23 août 1961

## Distribution
- Danik Patisson
- Alan Scott
- Raymond Souplex
- Yves Vincent
- Véra Valmont
- Georges de Caunes
- Robert Berri
- Jean Tissier
- Jean Hébey